# SONG FOR U.S.A.
『SONG FOR U.S.A.オリジナル・ソング・アルバム』（ソング・フォー・ユー・エス・エー・オリジナル・ソング・アルバム）は、チェッカーズ2作目の主演映画『SONG FOR U.S.A.』のサウンドトラック。1986年7月21日にキャニオン・レコードから発売。2004年3月17日にCDが再発売されている。

## 概要
映画のセリフは一切収録されていない。武内享が「メンバーは、（製作に）一切関わっていない」と本作発売後のインタビューで答えているため、演奏はスタジオ・ミュージシャンが行ったものと思われる。チェッカーズが発売したアルバムでかなり異色な作品で、ここまでいろいろな作家が関わったアルバムは、本作のみである。

## 収録曲
1. ロールオーバー・チェッカーズ
  - 作詞:売野雅勇／作曲・編曲:芹澤廣明
2. 愛と哀しみのラストショー
  - 作詞:売野雅勇／作曲:芹澤廣明／編曲:Light house project
3. Shadow Train
  - 作詞:藤井郁弥／作曲:根岸孝旨／編曲:大村憲司
4. 裏どおりの天使たち
  - 作詞:PANTA／作曲:中崎英也／編曲:大村憲司
5. Uターン ダウンタウン
  - 作詞:秋元康／作曲:福島邦子／編曲:大村憲司
6. 悲しみよ腕の中へ
  - 作詞:藤井郁弥／作曲:林敏怡（中国語版）／編曲:川上了
  - 後に香港の歌手「張学友」が、『相愛』という曲名でカバーした。
7. ローリング・ダイヤモンド
  - 作詞:売野雅勇／作曲:芹澤廣明／編曲:Light house project
8. Song for U.S.A.（Long Version）
  - 作詞:売野雅勇／作曲・編曲:芹澤廣明
  - シングルバージョンより、25秒長いバージョンで収録されている。

## その他
「Shadow Train」と「悲しみよ腕の中へ」の2曲がTBSドラマ「うちの子にかぎって… 2」・スペシャル2（1987年4月1日放送）の挿入歌に使用されている。